# Chionaema axiologa
Chionaema axiologa là một loài bướm đêm thuộc phân họ Arctiinae, họ Erebidae.